# Сутор, Магнус
Ма́гнус Су́тор (нем. Magnus Sutor; род. 25 марта 2001, Фюссен, Бавария) — немецкий кёрлингист.
В составе мужской сборной Германии участник чемпионата мира 2023. В составе юниорской мужской сборной Германии участник трёх юниорских чемпионатов мира.
Играет в основном на позициях первого и второго.

## Достижения
- Чемпионат мира по кёрлингу среди юниоров: серебро (2022).

## Команды
| Сезон   | Четвёртый       | Третий            | Второй           | Первый           | Запасной        | Тренер                                            | Турниры                                           |
| ------- | --------------- | ----------------- | ---------------- | ---------------- | --------------- | ------------------------------------------------- | ------------------------------------------------- |
| 2014—15 | Вилли Айтель    | Себастьян Освальд | Марсель Шлике    | Михаэль Вист     | Магнус Сутор    |                                                   | ЧГЮ 2015 (4 место)                                |
| 2016—17 | Магнус Сутор    | Бенни Капп        | Вилли Айтель     | Крис Грегор      |                 |                                                   | [ 5 ]                                             |
| 2016—17 | Марк Мускатевиц | Сикстен Тотцек    | Ян-Лука Хаг      | Марк Вайлер      | Магнус Сутор    | Вольфганг Бурба                                   | ЧМЮ-Б 2017 (4 место)                              |
| 2018—19 | Сикстен Тотцек  | Клаудиус Харш     | Джошуа Сутор     | Магнус Сутор     | Ян-Лука Хаг     | Вольфганг Бурба, Манон Харш                       | ЧМЮ 2019 (7 место)                                |
| 2019—20 | Клаудиус Харш   | Магнус Сутор      | Ян-Лука Хаг      | Тилл Вундерлих   | Кевин Болд      |                                                   |                                                   |
| 2019—20 | Сикстен Тотцек  | Джошуа Сутор      | Ян-Лука Хаг      | Магнус Сутор     | Клаудиус Харш   | Вольфганг Бурба                                   | ЧМЮ 2020 (4 место)                                |
| 2020—21 | Клаудиус Харш   | Магнус Сутор      | Ян-Лука Хаг      | Тилл Вундерлих   | Кевин Болд      |                                                   |                                                   |
| 2021—22 | Сикстен Тотцек  | Марк Мускатевиц   | Джошуа Сутор     | Доминик Грайндль | Магнус Сутор    | Ули Капп, Хольгер Хёне (ЧЕ), Ули Сутор (квал-ЗОИ) | ЧЕ 2021 (8 место) ЗОИ 2022 (квал. 2021) (9 место) |
| 2021—22 | Беньямин Капп   | Феликс Мессенцель | Йоханнес Шойерль | Магнус Сутор     | Клаудиус Харш   | Анди Капп                                         | ЧМЮ 2022                                          |
| 2022—23 | Сикстен Тотцек  | Клаудиус Харш     | Магнус Сутор     | Доминик Грайндль | Джошуа Сутор    | Даниэль Херберг                                   | ЧЕ 2022 (8 место)                                 |
| 2022—23 | Сикстен Тотцек  | Клаудиус Харш     | Магнус Сутор     | Доминик Грайндль | Марк Мускатевиц | Ульрих Капп                                       | ЧМ 2023 (9 место)                                 |
| 2023—24 | Сикстен Тотцек  | Джошуа Сутор      | Магнус Сутор     | Ян-Лука Хаг      | Беньямин Капп   | Маркус Ангрик                                     | ЧЕ 2023 (6 место)                                 |

(скипы выделены полужирным шрифтом)

## Частная жизнь
Из семьи кёрлингистов: его отец — Ули Сутор, кёрлингист и тренер, чемпион Европы и Германии; его старший брат — Джошуа Сутор, участник чемпионатов мира и Европы; его младшая сестра — Ким Сутор (нем. Kim Sutor), участница Зимних юношеских Олимпийских игр 2020, ещё одна младшая сестра Джой Сутор (нем. Joy Sutor) играет в команде Ким.